# Neottia morrisonicola
Neottia morrisonicola là một loài thực vật có hoa trong họ Lan. Loài này được (Hayata) Szlach. mô tả khoa học đầu tiên năm 1995.